# Allison Janney
Allison Janney est une actrice américaine, née le 19 novembre 1959 à Boston (Massachusetts).
Elle est surtout connue pour son rôle de C.J. Cregg dans la série télévisée À la Maison-Blanche (The West Wing, 1999-2006), rôle pour lequel elle a remporté deux Emmy Awards de la meilleure actrice ainsi que pour son rôle de Bonnie Plunkett dans la sitcom Mom (de 2013 à 2021), rôle pour lequel elle a remporté deux Emmy Awards de la meilleure actrice dans un second rôle.
En 2018, son interprétation de LaVona Golden, la mère de Tonya Harding, dans le film biographique Moi, Tonya lui vaut de nombreux éloges et elle remporte l'Oscar du meilleur second rôle.

## Biographie

### Enfance
Allison Janney est née à Boston, Massachusetts et a grandi à Dayton, Ohio. Elle est la fille de Mary Brooks (née Putman), actrice de formation et mère au foyer, et de Jervis Spencer Janney musicien de jazz.
Elle suivit des cours au Kenyon College où elle rencontra Paul Newman, ancien élève de l'établissement, qui la dirigera plus tard dans une pièce de théâtre pour l'inauguration du nouveau Bolton Theater. Ensuite, elle ira étudier le théâtre au Neighborhood Playhouse à New York, puis à la Royal Academy of Dramatic Art de Londres.

### Carrière

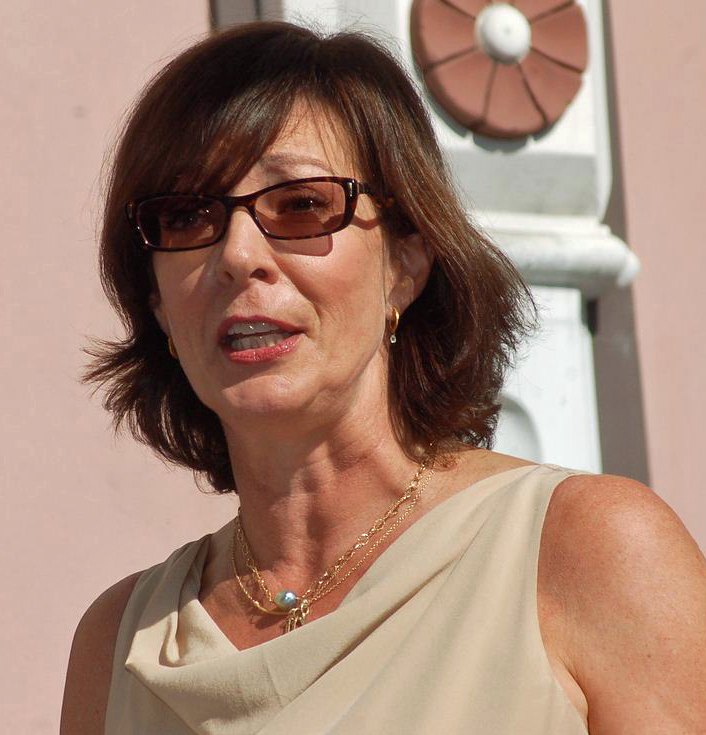
L'actrice à l'inauguration de l'étoile du producteur de À la Maison-Blanche, John Wells, en janvier 2012.

Elle débute à la télévision avec des rôles comiques dans des soap-opéras tels que As the World Turns, Haine et Passion. Au cours des années 1990, elle joue au cinéma dans American Beauty, L'Objet de mon affection, A table, Les Imposteurs, Ice Storm et Belles à mourir. Au début de la décennie suivante, elle joue dans le mélodrame à Oscars The Hours (2002) (avec Meryl Streep, Nicole Kidman et Julianne Moore), la production pour adolescentsHow to Deal (2003) et le film indépendant Winter Solstice (2004).
Cependant, le rôle qui la révèle et reste le plus marquant est celui de l'attachée de presse C.J. Cregg dans la série politique à succès À la Maison-Blanche avec entre autres Martin Sheen, Stockard Channing, Richard Schiff et Bradley Whitford. Saluée unanimement par la critique, son interprétation d'une femme de pouvoir toujours sous les projecteurs lui vaut notamment quatre Primetime Emmy Awards (deux en tant que second rôle en 2000 et 2001, et deux en tant que rôle principal en 2002 et 2004) ainsi que deux autres nominations en 2003 et 2006 et quatre nominations (de 2001 à 2004) aux Golden Globes.
À la fin de la série en 2006, Allison Janney tourne principalement pour le cinéma, dans Hairspray ou encore dans Juno (2007) et La Couleur des Sentiments (2011).
Depuis 2013, l'actrice opère un retour acclamé sur le petit écran. Tout d'abord avec le rôle de Margaret Scully dans la série dramatique Masters of Sex qui lui vaut d'être nommée trois années consécutives, de 2014 à 2016, pour le Primetime Emmy Awards de la meilleure actrice invitée dans une série ; elle obtient ce prix en 2014. Ensuite et surtout avec le rôle de Bonnie Plunkett dans la sitcom à succès Mom, qui lui apporte à nouveau la reconnaissance critique avec une nomination au Golden Globe du meilleur second rôle et 4 nominations aux Primetime Emmy Awards en 2014, 2015, 2016 et 2017. Elle obtient le prix du meilleur second rôle dans une série comique en 2014 et 2015.

## Filmographie

### Cinéma
- 1989 : Who Shot Patakango? : Miss Penny
- 1994 : Dead Funny : Jennifer
- 1994 : Deux cow-boys à New York (The Cowboy Way) : la technicienne du NYPD
- 1994 : Wolf : une invitée
- 1994 : Miracle sur la 34e rue (Miracle on 34th Street) : la femme dans le magasin
- 1995 : Heading Home
- 1996 : Flux : Heather
- 1996 : Mariage ou Célibat (Walking and Talking) : Gum Puller
- 1996 : À table (Big Night) : Ann
- 1996 : Faithful : Saleslady
- 1996 : L'Associé (The Associate) : Sandy
- 1997 : Anita Liberty : la gynécologue
- 1997 : Parties intimes (Private Parts) : Dee Dee
- 1997 : Ice Storm (The Ice Storm) : Dot Halford
- 1997 : Julian Po : Lilah Leech
- 1998 : Primary Colors : Miss Walsh
- 1998 : L'Objet de mon affection (The Object of My Affection) : Constance Miller
- 1998 : Les Imposteurs (The Impostors) : Maxine
- 1998 : Six jours, sept nuits (Six Days Seven Nights) : Marjorie, la patronne de Robin
- 1998 : Celebrity : Evelyn Isaacs
- 1999 : Dix Bonnes Raisons de te larguer (Ten Things I Hate About You) : Mme Perky
- 1999 : Belles à mourir (Drop Dead Gorgeous) : Loretta
- 1999 : American Beauty : Barbara Fitts
- 1999 : The Debtors
- 2000 : Leaving Drew : Paula
- 2000 : Auto Motives : Grechen
- 2000 : Nurse Betty : Lyla Branch
- 2002 : Rooftop Kisses : Melissa
- 2002 : The Hours : Sally Lester
- 2003 : Le Monde de Nemo (Finding Nemo) : Peach (voix)
- 2003 : How to Deal : Lydia Martin
- 2003 : Chicken Party : Barbara Strasser
- 2004 : Piccadilly Jim (en) : Eugenia Crocker
- 2004 : Winter Solstice : Molly Ripkin
- 2005 : Strangers with Candy : Alice
- 2005 : The Chumscrubber : Allie Stiffle
- 2005 : Our Very Own : Joan Whitfield
- 2006 : Nos voisins, les hommes (Over the Hedge) : Gladys (voix)
- 2007 : Hairspray : Prudy Pingleton
- 2008 : Juno : Bren MacGuff
- 2009 : Away We Go : Lily
- 2009 : Life During Wartime : Trish
- 2011 : The Oranges : Cathy Ostroff
- 2011 : La Couleur des sentiments (The Help) de Tate Taylor : Charlotte Phelan
- 2011 : Margaret de Kenneth Lonergan : Wounded Woman
- 2012 : Mille Mots (A Thousand Words) de Brian Robbins :
- 2012 : Struck By Lightning de Brian Dannelly : Sheryl Phillips
- 2013 : Cet été-là (The Way, Way Back) de Nat Faxon et Jim Rash : Betty
- 2013 : Bad Words de Jason Bateman : Dr. Bernice Deagan
- 2013 : Master of sex : Mme Scully
- 2014 : Get on Up de Tate Taylor : Kathy
- 2014 : Tammy de Ben Falcone : Deb
- 2014 : Les Mots pour lui dire (The Rewrite) de Marc Lawrence
- 2015 : DUFF : Le faire-valoir de Ari Sandel : Dottie Piper
- 2015 : Les Minions de Kyle Balda et Pierre Coffin : Madge Nelson (voix)
- 2015 : Spy de Paul Feig : Elaine Crocker
- 2016 : Tallulah de Sian Heder : Margo
- 2016 : La Fille du train de Tate Taylor : Officier Riley
- 2016 : Miss Peregrine et les Enfants particuliers (Miss Peregrine's Home for Peculiar Children) de Tim Burton : Dre. Nancy Golan
- 2016 : Le Monde de Dory : Peach (voix) (cameo)
- 2017 : Moi, Tonya (I, Tonya) de Craig Gillespie : LaVona Fay Golden
- 2017 : Sun Dogs : Rose Chipley
- 2019 : Ma de Tate Taylor : Dr. Jane Brooks
- 2019 : La Famille Addams (The Addams Family) de Conrad Vernon et Greg Tiernan : Margaux Needler (voix)
- 2019 : Scandale (Bombshell)  de Jay Roach : Susan Estrich
- 2019 : Bad Education de Tate Taylor : Sue Buttons
- 2021 : Breaking News in Yuba County de Tate Taylor : Sue Buttons
- 2022 : Lou de Anna Foerster : Lou
- 2022 : To Leslie de Michael Morris (en) : Nancy
- 2023 : The Creator de Gareth Edwards
- 2025 : L'Ombre d'Emily 2 (Another Simple Favor) de Paul Feig
- 2025 : Everything's Going to Be Great de Jon S. Baird : Macy Smart

### Télévision
- 1993 : Blind Spot : Doreen
- 1993–1995 : Haine et Passion (The Guiding Light) : Ginger
- 1997 : Au risque de te perdre (... First Do No Harm) : Dr Melanie Abbasac
- 1997 : Path to Paradise: The Untold Story of the World Trade Center Bombing : Assistant District Attorney
- 1998 : David et Lisa (David and Lisa) : Alix
- 1999–2006 : À la Maison-Blanche (The West Wing) : C.J. Cregg (145 épisodes)
- 2001 : Affaires de femmes (A Girl Thing) : Kathy McCormack
- 2010 : Lost : la mère de Jacob
- 2011 : Mr. Sunshine : Crystal Cohen
- 2013-2021 : Mom : Bonnie Plunkett
- 2013–2015 : Masters of Sex : Margaret Scully (9 épisodes)
- 2014 : Web Therapy : Judith Frick
- 2016 : The Simpsons : Julia
- 2017 : American Dad : Jessie
- 2018–2020 : La Bande à Picsou :  Goldie O'Gilt
- 2019 : La Méthode Kominsky : elle-même (saison 2, épisode 8)
- 2024 : Palm Royale : Evelyn
- 2024 : La Diplomate : Grace Penn (saison 2)

## Distinctions

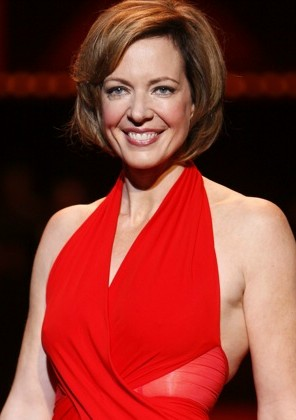
L'actrice à un défilé en 2008.

Sauf indication contraire, les informations mentionnées dans cette section peuvent être confirmées par la base de données cinématographiques IMDb,  présente dans la section « Liens externes ».

### Récompenses
- Primetime Emmy Awards 2000 : Meilleure actrice dans un second rôle pour À la Maison-Blanche
- Primetime Emmy Awards 2001 : Meilleure actrice dans un second rôle pour À la Maison-Blanche
- Primetime Emmy Awards 2002 : Meilleure actrice pour À la Maison-Blanche
- Primetime Emmy Awards 2004 : Meilleure actrice pour À la Maison-Blanche
- Primetime Emmy Awards 2014 : Meilleure actrice dans un second rôle pour Mom
- Primetime Emmy Awards 2014 : Meilleure actrice invitée dans une série dramatique pour Masters of Sex
- Primetime Emmy Awards 2015 : Meilleure actrice dans un second rôle pour Mom
- Golden Globes 2018 : Meilleure actrice dans un second rôle pour Moi, Tonya
- Oscars 2018 : Meilleure actrice dans un second rôle pour Moi, Tonya

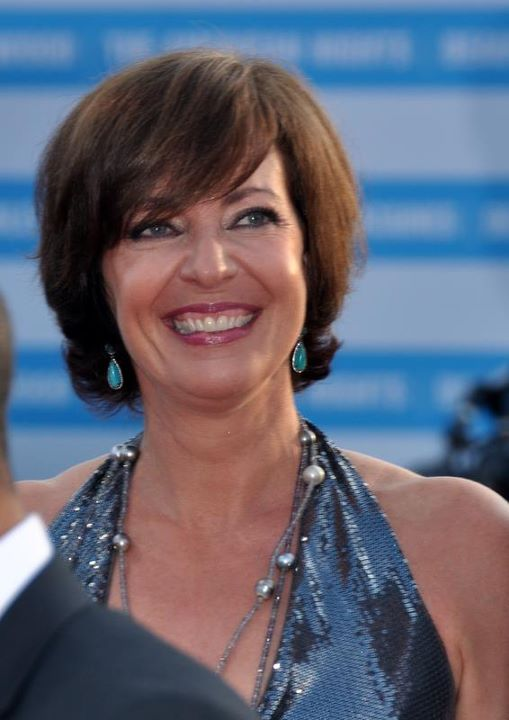
Allison Janney au Festival du cinéma américain de Deauville 2011.

### Nominations
- Golden Globes 2001 : Meilleure actrice dans un second rôle pour À la Maison-Blanche
- Golden Globes 2002 : Meilleure actrice dans un second rôle pour À la Maison-Blanche
- Primetime Emmy Awards 2003 : Meilleure actrice pour À la Maison-Blanche
- Golden Globes 2003 : Meilleure actrice pour À la Maison-Blanche
- Golden Globes 2004 : Meilleure actrice pour À la Maison-Blanche
- Primetime Emmy Awards 2006 : Meilleure actrice pour À la Maison-Blanche
- Primetime Emmy Awards 2015 : Meilleure actrice invitée dans une série dramatique pour Masters of Sex
- Golden Globes 2015 : Meilleure actrice dans un second rôle pour Mom
- Primetime Emmy Awards 2016 : Meilleure actrice dans un second rôle pour Mom
- Primetime Emmy Awards 2016 : Meilleure actrice invitée dans une série dramatique pour Masters of Sex
- Primetime Emmy Awards 2017 : Meilleure actrice dans une série comique pour Mom
- Golden Globes 2025 : Meilleure actrice dans un second rôle pour La Diplomate

## Voix francophones
En France, Marie-Laure Beneston est la voix la plus régulière d'Allison Janney. Cependant, depuis la série Mom, en 2013, c'est Marie Vincent qui la double régulièrement. En parallèle, Véronique Augereau et Josiane Pinson lui ont prêté leur voix à quatre reprises chacune.
Au Québec, elle est régulièrement doublée par Madeleine Arsenault. Claudine Chatel, Sophie Faucher, Isabelle Miquelon et Hélène Mondoux l'ont doublée à deux reprises chacune.